# Бэттлер, Валентина Владимировна
Бэттлер, Валентина Владимировна (род. 18 ноября 1946 г., Астрахань) — русско-канадская поэтесса и художница, работает в жанре китайской живописи (тушь на бумаге Xuan).

## Биография
Бэттлер (Алиева), Валентина Владимировна родилась в г. Астрахани в украинско-русской семье. Отец — Баранник Владимир Петрович, майор милиции. Мать — Баранник Татьяна Николаевна, домохозяйка.
В 1962—1966 гг. училась в Астраханском музыкальном училище им. Мусоргского,), которое закончила с «красным дипломом». В 1966 г. поступила в Ленинградскую (ныне Санкт-Петербургскую) консерваторию им. Римского-Корсакова по классу фортепиано (класс профессора Н. Е. Перельмана) и закончила её в 1971 г. с квалификацией солиста, ансамблиста и педагога. Затем на протяжении многих лет работала в Российской академии музыки имени Гнесиных.
В 1993 г. эмигрировала в Канаду, где официально изменила имя на Valentina Battler. Имеет двойное гражданство. C 2001 г. жила в Оксфорде (Великобритания), Париже (Франция). В настоящее время проживает в Нью-Йорке (США).
С 1970 г. замужем. Муж — Р. Алиев(AlexBattler), сын — Герман, дочь — Ульяна.

## Творчество
Китайской живописью Валентина увлеклась в Канаде, после чего навсегда закрыла «крышку рояля».
Я получила очень хорошее музыкальное образование и была хорошей пианисткой. Живя некоторое время в Канаде, я давала уроки фортепиано. Случайно или нет, но все мои студенты были китайцами (есть у китайских детей такая особенность - они хотят учиться). На стенах в доме одного из них я увидела китайские свитки и физически почувствовала, что мое тело вибрирует, когда я проходила мимо них. Каждый раз я мчалась в этот дом, чтобы увидеть, нет, не увидеть, а почувствовать странное влечение. Это абсолютно похоже на любовь...
Дерзость моя была неизмерима - я купила кисти, краски, тушь, бумагу в их случайном сочетании и... … начала, даже не представляя как "управлять" этими загадочными вещами. Я и не могла предположить, что даже сами китайцы пишут годами иероглифы перед тем как "чиркнуть"  что-то, напоминающее  образ-картину.
Увлечение превратилось в профессию. К первой персональной выставке, проходившей в Центральном доме художника (Москва, 2000 г.) под патронажем Китайского Посольства в Москве, китайцы утвердили её имя как Ван Люши (от русского имени Ва-лю-ша). Под этим художественным псевдонимом художница работала много лет и известна в живописи в основном под этим именем. В марте 2003 года её живопись была утверждена для экспозиции в Шанхайском музее искусств и квалифицирована экспертами Министерства Культуры Китая как «Китайская живопись».
Я рисую в разных китайских стилях: как в классическом, так и в современном. Классическая живопись диктует соблюдать строгие каноны, использовать в противоречивом сочетании тушь, кисть и бумагу, современная же больше похожа на импрессионизм, но имеющим китайскую основу по средствам и методам выражения.
Выставлялась в Москве, Оксфорде, Шанхае, Париже. В настоящее время проживает в Нью-Йорке.
Творчество Валентины Бэттлер уникально тем, что все её картины сопровождаются стихами. Необычность такого поэтического сопровождения заключается в том, что стихи имеют разный стиль и точно соответствуют характеру изображаемого: от европейского стихосложения до японского стиха хайку.
Её живописное творчество отличает неповторимое владение тушью. Наряду с классическими работами в стиле китайской живописи (недоступная ссылка) ею разработан современный стиль владения тушью — «разлетание» туши. Поскольку язык китайского письма таков, что сам мазок, его характер должен соответствовать внутренней сути изображаемого, то остается удивляться этому соответствию и точности выражения в её работах.
ЧТО, ЗАЧЕМ и КАК -– ответы на эти простые вопросы с философской и художественной точек зрения помогают мне понять смысл китайской живописи, изображать суть, рисовать мысль, а техника живописания должна выражать это. Вот почему мои картины такие разные. Я «не вижу», не понимаю, как пух, к примеру, может быть нарисован тем же техническим приемом, что и камень. У них разная природа, значит и выражение разное. Человеческое тело для меня похоже на линию, поэтому я позволяю себе даже просто графическое выражение тела, в то время, как тут же существующий, скажем, дым, туман, ткань или еще что-то, имея другую природу, имеют и другую технику. Таким образом, в одной картине могут присутствовать и графика, и «клякса».
В последующих работах, в серии «Над былью», посвященной Сергею Рахманинову, его Симфоническим танцам, художница соединила «эпохи»: классическое касание кистью к бумаге Xuan, старокитайскую технику рисования на воде китайских монахов (затем перешедшую к японцам и известную как suminagashi), европейскую образность и внутренний драматизм русской музыки Рахманинова. Нужно отметить, что ею во Вступлении к этой серии картин дана иная интерпретация «Ада» и «Рая», отличная от христианского толкования. Все картины сопровождаются стихами.
Следующий этап творчества связан с темами добра и зла, навеянными работами Гёте, Шекспира и Пушкина.
Валентина Бэттлер активно вовлечена в дискуссии о современном искусстве, посвятив этой теме несколько статей, получивших общественный резонанс среди читателей Интернета.

## Персональные выставки
2011 — ford PROJECT, Нью-Йорк
2007 — Русский Культурный Центр, Париж, Франция
2006 — Выставка: «„Симфония туши“», «„StellaArt“» Галерея, Париж, Франция
2006 — Русский Культурный Центр, Париж, Франция
2004 — Государственный музей искусства народов Востока, Москва, Россия
2004 — , Фонд образовательных и культурных программ, Москва, Россия
2003 — Государственный Музей Искусств, Шанхай, Китай
2003 — Выставка: «„Ритмы и образы“», Центральный дом художника, Москва, Россия
2001 — Международный центр Рерихов, Москва, Россия
2000 — Выставка: «„Это душа моя“» Центральный дом художника, Москва, Россия

## Каталоги (альбомы) выставок
Симфония туши, WangLiushi, Париж, 2006.
Ритмы и образы, Ван Люши, Алгоритм, Москва, 2003.
Это душа моя, Ван Люши, Москва, CTC-Capital, 2000

## Книги, статьи
Соло для пера. 01.09.2014
Valentina Battler. Art of Ink Painting. Second Edition. USA: Charlestone, 2012 (ISBN 978-1-4793-0252-9; ISBN 1-4793-0252-X). Обзор книги на английском (вторая в обзоре).
Валентина Бэттлер (Ван Люши). Музыка тишины. Москва, 2011 (ISBN 978-5-86472-227-5).
Что такое современное искусство? 19.02.2011
Антиискусство Сальвадора Дали (Неакадемические заметки) 06.02.2011
Вирус Пикассо и мошенники от искусства. 25.06.2010
Над былью (посвящение С. Рахманинову) 21.04.2010
Бизнес и шок vs искусство и мысль 26.02.2010
В соавторстве
Бэттлер, Алекс и Валентина. Свет и Тьма: дуэль в искусстве.  SCHOLARICA, 2024. — 338 стр.
Бэттлер, Алекс и Валентина. МНЕНИЯ И ИСТИНА. Статьи об искусстве и литературе. Второе издание. SCHOLARICA, 2019. – 280 стр
Бэттлер, Алекс и Валентина. Между Тити и Кака. Впечатления туриста… и не только. Москва: Альянс, 2001. — 208 с. — ISBN 5-93558-005-5
Эйли, Раф и Валентина [Бэттлер, Алекс и Валентина]: Иммиграция в Северную Америку. Полезные советы русских канадцев. М.: Информдинамо, 1997. — 112. — ISBN 5-86604-008-6

## Коллекции
Государственные:
Музей WuChangshuo, Шанхай, Китай
Международный центр Рерихов, Москва, Россия
Foundation for Educational and Cultural Programs «„Ardena“», Moscow, Russia
Коллекции компаний:
Altpoint Capital Partners, Нью-Йорк
Third Rome Asset Management, Москва
Частные коллекции (в Москве, Лондоне, Париже, Нью-Йорке)

## Публикации, рецензии
Леонид Костин, «Королева плакучей ивы», журнал Восточная коллекция, весна 2004,
Олег Арин, «Русская художница с китайским восприятием мира», журнал Проблемы Дальнего Востока, 2004, № 1.
Каталог Международного Центра Рерихов «„Неземные миры земных художников“», Международный Центра Рерихов, Master-Bank, Москва, 2003.
Сергей Грин, «Ландшафты, птицы и цветы», журнал Дипломат, Апрель 2001.
Вероника Гаджили, журнал Канадский паспорт, N 12(16), July 2000.
Людмила Колина, «Китайская живопись с русской душой», Русский журнал, Июль 17, 2000.
Китайская пресса (на английском и китайском языках).
Журнал «Азия и Африка сегодня», 1999, № 10.

## Благотворительность
- Благотворительная акция в помощь строительству детского дома в Печатниках «ПОМОГИТЕ ДЕТЯМ ОБРЕСТИ СВОЙ ДОМ!»
- Интерфорум «Человек будущего»